# Viola iwagawae
Viola iwagawae Makino – gatunek roślin z rodziny fiołkowatych (Violaceae). Występuje endemicznie na archipelagu Riukiu. 

## Morfologia
PokrójBylina dorastająca do 5 cm wysokości, tworzy kłącza.
LiścieBlaszka liściowa ma trójkątny kształt. Mierzy 0,5–1,5 cm długości oraz 0,3–1,5 cm szerokości, jest ząbkowana na brzegu, ma nasadę od sercowatej do ściętej i tępy wierzchołek. Ogonek liściowy jest nagi i ma 20–40 mm długości. Przylistki są owalnie lancetowate.
KwiatyPojedyncze, wyrastające z kątów pędów. Mają działki kielicha o lancetowatym kształcie. Płatki są odwrotnie jajowate, mają białą barwę oraz 10 mm długości, dolny płatek z purpurowymi żyłkami, posiada obłą ostrogę o długości 1 mm.

## Biologia i ekologia
Rośnie w lasach, na brzegach cieków wodnych, skarpach i terenach skalistych. 